# STARCAMP EP
「STARCAMP EP」（スターキャンプ・イーピー）は、水樹奈々の17枚目のシングル。2008年2月6日にキングレコードから発売された。

## 解説
収録された4曲が全てAサイド扱いとなったシングル
。初回盤は、クリアケース&スーパージュエル仕様となっている。本人作詞ではない楽曲がシングルの1曲目に収録されるのは「still in the groove」以来4年半ぶりとなる。収録された4曲のうち、「Astrogation」と「COSMIC LOVE」のミュージッククリップは、自身の公式サイトを通じて無料配信された。
TOP5入りは「Justice to Believe／アオイイロ」以来4作連続、また「ETERNAL BLAZE」以来6作連続でのTOP10入りも果たした。
本人曰く、「4曲全てがいろんな愛のカタチが詰まっている」というラブソングになっている。また、全てが「空」や「星」に関するものをテーマにした楽曲にもなっている。
STARCAMP EPの意味は、タロットカードの17番目の札がスター、同じ思想を持つ人が集うキャンプ、4曲入りシングルを意味するEP（Extended Play）である。
Astrogation
1曲目の「Astrogation」は打ち込み音を多用したトランス・テイストの楽曲。ミュージッククリップは、本人曰く「サイバーでスペイシーな世界」となっており、ブラウン管テレビや天体望遠鏡など多数のアイテムが登場している。曲名の「Astrogation」には「宇宙飛行」「宇宙航空学」「天体地質学」などの意味がある。水樹自身は「（曲名については）聴いてどう解釈してくれるか期待している。」とコメントしていた（『水樹奈々 スマイルギャング』より）。
2009年6月3日、NHK-BS2『最新ヒット ウエンズデーJ-POP』生放送に出演。「Astrogation」をテレビ初披露した。なお、NHK屋上特設ステージからの生中継による出演であったが、これは水樹初の生中継出演での歌披露であった。

COSMIC LOVE
2曲目の「COSMIC LOVE」は自身もヒロインとして出演しているテレビアニメ『ロザリオとバンパイア』のオープニングテーマで、ヒロイン・赤夜萌香の表が表現された曲になっている。水樹自身は「さわやかでかわいらしい曲」だと語り、かわいさだけでなく「どこかで大人な部分を見せられたら」という意識も持って歌った。ミュージッククリップでは、アニメーションを多用したものとなっている。
タワーレコードのサウンドトラック・ナビゲーターは「（2008年時点の）水樹曲中で、もっともおしゃれなナンバーとして人気の高い、まるでピチカート・ファイブのナンバー」と評している。
2021年7月、『ロザリオとバンパイア』の原作者である漫画家の紗池晃久は自身のTwitterアカウントでこの曲について、コード進行のオシャレさを褒め、ジャズを好む音楽ファンにも届くような格好よさだと紹介していた。また、同曲のオマージュ元・制作経緯の一端について語った。渋谷系にも分類されるバンドCymbalsの曲が好きで、アニメ化の際に主題歌制作に対して「こんな感じの雰囲気にして欲しい」とそのバンドの曲「Highway Star, Speed Star」の音源を渡している。そのため、「COSMIC LOVE」はCymbalsの曲に似ており、いわゆる渋谷系音楽の特徴を持つ楽曲となっている。「Highway Star, Speed Star」を作曲をした沖井礼二は、原作者の意向でそうなったことに対して「作曲者冥利に尽きます」「とても鼻が高いです」と返信を送った。

Dancing in the velvet moon
3曲目の「Dancing in the velvet moon」はテレビアニメ『ロザリオとバンパイア』エンディングテーマで、こちらはヒロイン・赤夜萌香の裏が表現されたダークな曲になっている。「COSMIC LOVE」と対になっており、作品に登場する女の子たちが敵襲や感情の爆発などで妖怪の本性を現すという設定が反映されて「怪しげで艶っぽい雰囲気」を醸し出している。裏萌香をイメージして「上から」目線で「強気」な感じが歌詞にも出ており、水樹が普段は選ばないような言葉遣いをあえて入れている。
2008年1月3日の「NANA MIZUKI LIVE FORMULA 2007-2008」最終公演「さいたまスーパーアリーナ」のアンコールにてフルサイズがファンの前で初披露された。
タワレコのサウンドトラック・ナビゲーターは「まるでアリ・プロジェクトな様式美」と評した。

空時計
4曲目はバラードであり、本人いわく「ちょっと大人な雰囲気」になっている。
タワレコのサウンドトラック・ナビゲーターは「まるで宇宙から地球に戻ってきました的に幸せにエンドを迎える」と感想を書いている。

## 収録曲
1. Astrogation [4:33][22]
  - 作詞：Hibiki、作曲・編曲：陶山隼[1]
2. COSMIC LOVE [4:30][22]
  - 作詞：園田凌士、作曲・編曲：藤田淳平（Elements Garden）[1]
3. Dancing in the velvet moon [4:34][22]
  - 作詞：水樹奈々、作曲：上松範康（Elements Garden）、編曲：上松範康・中山真斗（Elements Garden）[1]
4. 空時計 [4:04][22]
  - 作詞：SAYURI、作曲・編曲：大平勉[1]

## タイアップ
| 曲名                       | タイアップ                                                                    | 備考 |
| -------------------------- | ----------------------------------------------------------------------------- | ---- |
| Astrogation                | 日本テレビ系列『音楽戦士 MUSIC FIGHTER』2008年2月度オープニングテーマ         |      |
| COSMIC LOVE                | テレビアニメ『ロザリオとバンパイア』オープニングテーマ                        |      |
| COSMIC LOVE                | ニンテンドーDS版『ロザリオとバンパイア 七夕のミス陽海学園』オープニングテーマ |      |
| Dancing in the velvet moon | テレビアニメ『ロザリオとバンパイア』エンディングテーマ                        |      |

## 収録作品
| 曲名                       | 収録作品名                                      | 作品種類           | 発売日         | 備考 |
| -------------------------- | ----------------------------------------------- | ------------------ | -------------- | --- |
| Astrogation                | ULTIMATE DIAMOND                                | オリジナルアルバム | 2009年6月3日   | |
| Astrogation                | NANA MIZUKI LIVE FIGHTER -BLUE×RED SIDE-        | ライブDVD          | 2008年12月25日 | |
| Astrogation                | NANA MIZUKI LIVE DIAMOND×FEVER                  | ライブDVD          | 2009年12月23日 | |
| Astrogation                | NANA MIZUKI LIVE GAMES×ACADEMY                  | ライブDVD          | 2010年12月22日 | |
| Astrogation                | NANA MIZUKI LIVE GRACE -ORCHESTRA-              | ライブDVD          | 2011年10月5日  | |
| Astrogation                | NANA MIZUKI LIVE CASTLE×JOURNEY                 | ライブDVD          | 2012年5月2日   | |
| Astrogation                | NANA MIZUKI LIVE CIRCUS×CIRCUS+×WINTER FESTA    | ライブDVD          | 2014年5月28日  | |
| Astrogation                | NANA CLIPS 4                                    | ライブDVD          | 2008年7月2日   | |
| COSMIC LOVE                | NANA MIZUKI LIVE FIGHTER -BLUE×RED SIDE-        | ライブDVD          | 2008年12月25日 | |
| COSMIC LOVE                | NANA MIZUKI LIVE GAMES×ACADEMY                  | ライブDVD          | 2010年12月22日 | |
| COSMIC LOVE                | NANA CLIPS 4                                    | ライブDVD          | 2008年7月2日   | |
| COSMIC LOVE                | THE MUSEUM II                                   | ベストアルバム     | 2011年11月23日 | 本来は『ULTIMATE DIAMOND』に収録予定だったが、発売前に作詞者の園田凌士が覚醒剤取締法の容疑で逮捕されたため、削除・発売延期を余儀なくされた。 |
| COSMIC LOVE                | NANA MIZUKI LIVE CIRCUS×CIRCUS+×WINTER FESTA    | ライブDVD          | 2013年5月28日  | |
| Dancing in the velvet moon | ULTIMATE DIAMOND                                | オリジナルアルバム | 2009年6月3日   | |
| Dancing in the velvet moon | NANA MIZUKI LIVE FORMULA at SAITAMA SUPER ARENA | ライブDVD          | 2008年5月9日   | |
| Dancing in the velvet moon | NANA MIZUKI LIVE FIGHTER -BLUE×RED SIDE-        | ライブDVD          | 2008年12月25日 | |
| Dancing in the velvet moon | NANA MIZUKI LIVE GAMES×ACADEMY                  | ライブDVD          | 2010年12月22日 | |
| Dancing in the velvet moon | NANA MIZUKI LIVE CASTLE×JOURNEY -QUEEN-         | ライブDVD          | 2012年5月2日   | |